# 越後交通縣央觀光
越後交通縣央觀光株式會社（日语：／）是一間總部位於新潟縣三條市，主要營運一般巴士路線和租賃巴士的公司。略稱為「縣央觀光」（日语：／）。
一般巴士路線方面，主要經營範圍為新潟縣縣央地區。為越後交通100%出資的子公司。公司主要接辦越後交通（舊）三條營業所，現時已經變回越後交通三條營業所。

## 歷史
在1998年1月29日從越後交通分離為一間子公司。當時承繼了越後交通（舊）三條營業所的縣央地區一般巴士路線。
但是，長岡站 - 中之島 - 今町 - 東三條站線是繼續由越後交通負責營運。
在2008年7月1日，公司合併至越後交通（再次合併）。隨著北長岡營業所廢除，越後交通再次開設三條營業所，並接管所有路線。

## 總部與營業所
總部是在三條市塚野目。在分社前，該處曾經是越後交通三條營業所。當縣央觀光合併至越後交通後，該處再次成為三條營業所。在縣央觀光管轄時代，前往三條營業所方向的巴士路線目的地牌會顯示「本社營業所」。而越後交通自身也有「本社營業所」，因此當時發生了一些混淆。
另外，在三條市東三條三丁目內的越後交通三條觀光中心部分用地（在前三條營業所遷移至塚野目前，曾經為三條營業所），會被用作巴士停泊處，這些巴士會行走於東三條站前到發的路線。這是由於該站的站前廣場十分狹窄，當巴士長時間停留時，需要尋找一個合適的地方停泊。而該處也有新潟交通觀光巴士的車輛停泊。

## 營運路線
主要營運範圍是三條市，另外在燕市和加茂市也有經營巴士路線。在東三条站前的巴士總站中，設有前往燕站前、下田和加茂醫院前的主要巴士路線。越後交通縣央觀光與越後交通同樣，均沒有把巴士路線安排編號。
- 燕站前 - 燕三條站三條口 - 東三條站前 - 長澤站跡 - 八木鼻溫泉
- 東三條站前 - 長澤站跡 - 八木鼻溫泉 - 遲場
- 東三條站前 - 長澤站跡 - 八木鼻溫泉 - 笠堀水壩

該路線大致上是與彌彥線已廢除區間並行（東三條站前 - 長澤站跡之間）。基本上多數班次行走於東三條站前至八木鼻溫泉之間。另外設有途經燕三條站前，於燕站前到發的班次，以及從八木鼻溫泉繼續前往遲場、笠堀水壩的班次（來往遲場或笠堀水壩的班次於東三條站前到發）。
- 燕站前 - 燕三條站三條口 - 東三條站前 - 加茂醫院前

基本上多數班次行走於東三條站前 - 加茂醫院前之間。設有途經保內公園的班次。此路線不駛入加茂站前。
- 東三條站前 - 八王寺 - 燕站前（部分班次途經濟生會三條醫院）
- 東三條站前 - 八王寺 - 分水站前 - 渡部 - 寺泊車庫前（部分班次途經濟生會三條醫院）
- 東三條站前 - 燕三條站三條口 - 縣央大橋 - 八王寺 - 分水站前 - 寺泊車庫前
- 燕站前 - 橫田 - 分水站前

在燕三條站啟用前，路線途經八王寺或向町。在2003年縣央大橋開通後，東三條站前至寺泊車庫前之間的班次開始途經燕三條站和縣央大橋，減少班次途經八王寺。燕站前 - 分水站前的班次較少。
- 東三條站前 - 本町 - 濟生會三條醫院 - 刈谷田橋 - 善久寺 - 三條市政廳榮廳舍（部分班次於刈谷田橋折返）
- 東三條站前 - 大面 - 三條市政廳榮廳舍（部分班次於大面小學前折返）
- 東三條站前 - 四日町 - 濟生會三條醫院

在2002年前，東三條站前 - 刈谷田橋之間，以及東三條站前 - 大面之間的班次曾經延長至榮町公所，實際上是一個循環線。來自刈谷田橋的巴士班次會繼續前往大面方向，來自大面方向的巴士班次會繼續前往刈谷田橋方向。
在濟生會三條醫院休診日，東三條站前 - 濟生會三條醫院之間的班次（經四日町）會暫停營業。
- 東三條站前 - 三條醫院 - 金屬團地 - 本社營業所（部分班次於三條醫院折返）

部分班次在厚生連三條綜合醫院休診日時暫停營業。實際上，行走的巴士班次都是回廠或出廠班次（來往東三條站前與本社營業所之間）。
- 長澤站跡 - 廣手三叉路
- 長澤站跡 - 曲谷 - 新屋
- 長澤站跡 - 前谷 - 鶴龜橋

以輔助東三條站前 - 八木鼻溫泉之間的巴士服務。班次較少。
- 三條市內循環巴士
  - A路線
  - B路線
  - 南路線
  - 北路線
- 三條市內循環巴士（下田地區）

受三條市受託營行走的自治體巴士。
大部分的巴士路線都是21條巴士。在三條市內，19條縣央觀光的巴士路線和新潟交通觀光巴士（東三條站 - 燕三條站 - 大島 - 新飯田線等）都是從三條市的生活交通確保對策運行費中補貼日常營運開支，在2007年度預算中，總計補貼了3,496萬日圓。

## 車輛
車輛塗裝方面，都是使用與越後交通集團內其他巴士子公司一樣的款式。一般巴士車輛車身的底色是銀色，再配上紅色帶，該塗裝被稱為「東急色」。租賃巴士車輛方面，車身的底色是金屬灰色，再配上白、紅和深藍色線條，車身用金色字寫上「ECHIGO KOTSU」。越後交通縣央觀光的巴士是來自從越後交通分離為獨立公司時，繼承的車輛。而這些車輛是來自日本各地的二手車輛。在二手車輛引入至越後交通時，車身塗裝會翻新為越後交通的款式。
越後交通集團其他子公司的車牌地方名稱都是「長岡」。但是由於三條市內汽車的車牌地方名稱是隸屬「新潟」，因此越後交通縣央觀光的所有車輛車牌地方名稱都是「新潟」。
當公司再合併至越後交通後，三條營業所的所屬車輛地方名稱仍然會是「新潟」。
此外在巴士方向幕中，當車輛暫停服務或回廠時，越後交通會顯示「回送車」，但是越後交通縣央觀光，以及同樣是越後交通分離出來的子公司南越後觀光巴士和越後柏崎觀光巴士（即後來的北越後觀光巴士），這三間公司的巴士會顯示「回送」。

## 注腳
1. ↑  【公式】越後交通株式会社 会社情報 越後交通の歴史 （页面存档备份，存于）（日語）
2. ↑  【公式】越後交通株式会社 会社情報 越後交通の歴史 （页面存档备份，存于）（日語）